# مؤمنون بلا حدود
مؤسسة مؤمنون بلا حدود للدراسات والأبحاث هي مؤسسة فكرية بحثية إماراتية التمويل[محل شك] تجمع ثلة من الناشطين والباحثين في مجاليّ الفكر والثقافة، مقرها الرئيس في مدينة الرباط في المغرب، ولها عدة فروع ومكاتب تنسيق في بعض الدول العربية.يتكون هيكل المؤسسة من مجلس الأمناء، وهم: يونس قنديل (الأردن) رئيسا (جُمّدتْ عضويته)، عبد الجواد ياسين (مصر)، الدكتور عبد الله السيد ولد أباه (موريتانيا)، الدكتورة نايلة أبي نادر (لبنان)، الدكتور سعيد بنسعيد العلوي (المغرب)، الدكتور محمد بنصالح (المغرب)، الدكتور محمد محجوب (تونس)، ومدير عام هو محمد العاني (سوريا)، ومديرة إدارية هي كنزة أولهبوب (المغرب)، ومستشارين أكاديميين، وهما: د. محمد محجوب (تونس)، ورؤساء أقسام، وهم: د. بسام الجمل (تونس) رئيس قسم الدراسات الدينية، ود. الطيب بوعزة رئيس قسم الفلسفة والعلوم الإنسانية (المغرب)، ود. الحاج دواق رئيس قسم الدين وقضايا المجتمع الراهن (الجزائر)، وموظفين ومتعاونين.

## مجال المؤسسة
| مؤمنون بلا حدود | تسهم المؤسسة في خلق فضاء معرفي حر ومبدع لنقاش قضايا التجديد والإصلاح الديني في المجتمعات العربية والإسلامية، وتعمل على تحقيق رؤية إنسانية للدين منفتحة على آفاق العلم والمعرفة ومكتسبات الإنسان الحضارية، وخلق تيار فكري يؤمن بأهلية الإنسان وقدرته على إدارة حياته ومجتمعاته متخطياً الوصايات الإيديولوجية أو العقائدية. | مؤمنون بلا حدود |

## مبادئ المؤسسة
إنّ الإنسان أوسع من أن تُختصَر خيريته في دينٍ أو مذهبٍ أو طائفةٍ أو عرق، وأن كرامة الإنسان وسعادته تكمن في احترام حريته في التفكير والتعبير والاعتقاد، وتقوم على إعلاء قيَم التنوع الثقافي والحضاري وعدم التمييز على أساس الدين أو العرق أو اللون.

## القناعات
إن الرؤى الشمولية أياً كان مصدرها؛ لا تنسجم مع اختلاف الشعوب والأمم وتنوع الثقافات وتعددها، وتنتهك أولى مسلمات الوجود الإنساني وهو الاحترام المطلق للعيش المشترك على أرض واحدة، وأن انتهاك مبادئ حرية وحقوق الإنسان وأطر الاجتماع المدني تحت أي مبرر كان؛ قد تسبب في معاناة مباشرة وغير مباشرة، وخسائر فادحة وحروب وصراعات، وكراهية بين الأمم والشعوب، وأن احترام ثقافة الآخر وذاته والدفاع عنها وصونها، هو حماية لذاتنا ولهويتنا الإنسانية، وضمانٌ لأمننا وحريتنا.

## إيمانٌ بلا حدود
يتعالى على التحيزاتِ والفوارق العقائديةِ والعرقيةِ والثقافية والدينية والمذهبية والطائفية، إيمان يتمثّل قيم الخير والجمال والمحبة بأرقى معانيها، ويدفع بالإنسان للسعي نحو هذا التعالي في حركته وفكره وسلوكه، ويزرع فيه الثقة بقدرته على الانفتاح على مختلف الثقافات الإنسانية، وأن هذا الإيمان اللامحدود وضمير الإنسان الأخلاقي كفيلان بمساندة رشده العقلي وحراكه المعرفي من أجل بناء حضارته الإنسانية والنهوض بمجتمعه والارتقاء به.

## الأهداف
تهيئة الفرصة والبيئة الملائمة والدعم الذي يتيح لمختلف أنماط التعدد الفكريّ والثقافيّ ذي الطابع العقلانيّ والعلميّ أن تتفاعل فيما بينها وتتآلف جهودها، تعزيز الدراسات والبحوث النقديّة والتحليلية لموروثنا الديني، تفكيكِ الأُسس والقواعدِ الفكريةِ لظواهر الفكر والثقافة المغلقة والإقصائية، دعم الدراسات والبحوث الاجتماعية والفكرية والدينية القائمة على أسسٍ علميةٍ وعقلانية، بناء الكفاءات العلمية والكوادر البحثية القادرة على البحث العلمي في قضايا التجديد والإصلاح الثقافي والديني بشكلٍ مُعمقٍ ورصين، تنسيق ودعم التواصل والتعاون بين الباحثين والمفكرين والمؤسسات الذين تتقاطع اهتماماتهم وأعمالهم مع رسالة المؤسسة، إيصالُ صوت التيار التجديديّ الجادِّ لمختلف الشرائح الاجتماعية.

## نشاط المؤسسة

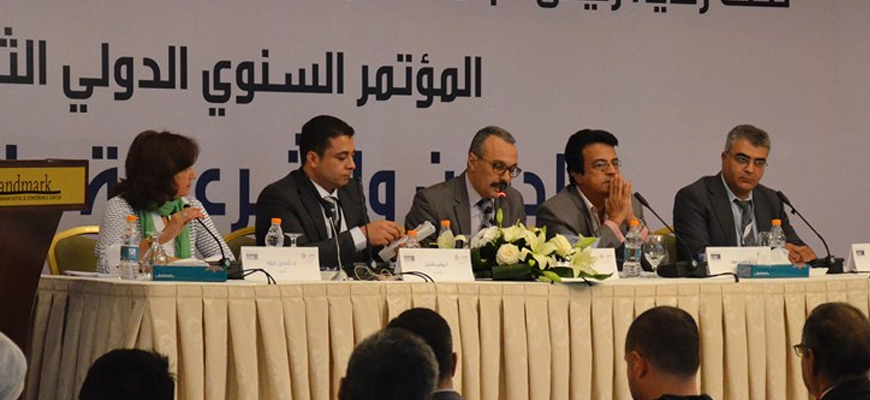
المؤتمر السنوي الدولي الثالث لمؤسسة مؤمنون بلا حدود للدراسات والأبحاث حول: الدين والشرعية والعنف

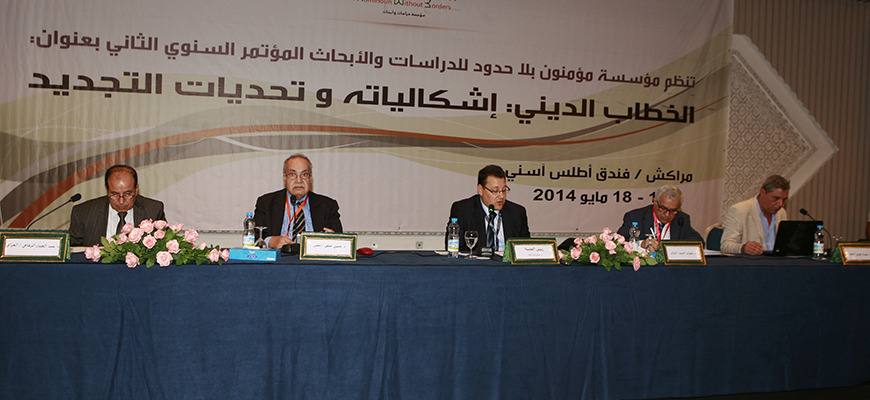
المؤتمر السنوي الدولي الثاني لمؤسسة مؤمنون بلا حدود للدراسات والأبحاث حول: الخطاب الديني: إشكالياته وتحديات التجديد

تتوزع أنشطة المؤسسة على مدار السنة في بلدان مختلفة، مثل المغرب وتونس، ثم مصر عبر مركز دال التابع للمؤسسة، بين محاضرات وندوات وقراءات في كتب ومشاريع بحثية وورشات عمل ومسابقات، يتلوها مؤتمر سنوي؛ فقد عقدت المؤسسة مؤتمرها السنوي الأول في مايو 2013 بالمحمدية/ المغرب، تحت عنوان:«الدين والثقافة والواقع والآمال»، وكان مؤتمرها الثاني في مدينة مراكش مايو 2014، بعنوان: «الخطاب الديني: إشكالياته وتحديات التجديد؛ قراءة تحليلية لمفردات الموضوع»، ونظمت المؤتمر الثالث في سبتمبر 2015 بعمان- الأردن، تحت عنوان: «الدين والشرعية والعنف».
كما نظمت المؤسسة عدة ندوات نذكر بعضا منها: ندوة الإصلاح الديني والتغيير الثقافي؛ نحو رؤية إنسانية، تم تنظيمها في مايو 2012 بالمحمدية – المغرب، وندوة نحو رؤى متجددة في سياق الربيع العربي، نظمت في فبراير 2013 بتونس العاصمة، وندوة الخطاب الإسلامي وإعادة تأسيس المجال العام في يناير 2013 بالقاهرة مصر، وندوة الفقه والواقع؛ إشكاليات النص والسياق، والتي تم تنظيمها في يناير 2014 بنواكشوط –موريتانيا، وندوة الخطاب الديني في الفضائيات العربية التي نظمت في فبراير 2014 بالرباط-المغرب، وندوة في كتابة التاريخ العربي الإسلامي التي نظمت في يناير 2015 بتونس العاصمة، وندوة سؤال الحداثة؛ منابته ومصاعبه ومفارقاته، والتي تم تنظيمها في فبراير 2015 بالرباط- المغرب...؛ فقد بلغ نشاط المؤسسة من ندوات ومحاضرات ولقاءات علمية حوالي تسعين نشاطا علميا.
وتعد الورشات التكوينية من بين الأنشطة الرئيسة في المؤسسة، نذكر منها: ورشة كتابة المقال في العلوم الاجتماعية، والتي عقدت في فبراير 2014 بصالون جدل الثقافي التابع للمؤسسة في الرباط- المغرب، وورشة في مناهج البحث وتقنيات الكتابة والتأليف، والتي تم تنظيمها في أبريل 2015 بصالون جدل- الرباط.

## قسم الدراسات والأبحاث
تشتغل مؤسسة مؤمنون بلاحدود في إطار ثلاثة أقسام بحثية، وهي: قسم الدراسات الدينية، وقسم الفلسفة والعلوم الإنسانية، وقسم الدين وقضايا المجتمع الراهن، ويعمل قسم إدارة الأبحاث على تنسيق العمل في ما بينها؛ حيث نشرت المؤسسة على موقعها http://www.mominoun.com، منذ افتتاحها المئات من الأبحاث المحكمة والعامة والمقالات العلمية والحوارات الفكرية وقراءات نقدية في الكتب الفكرية والترجمات المختارة والملفات البحثية المتخصصة ومشاريع بحثية فردية وأخرى جماعية، نذكر منها على سبيل المثال لا الحصر: مشروع مقاربات في مفهوم الإيمان- مشروع الدين من منظور فلسفي- تجديد التعليم الديني-مشروع التأويليات؛ وقد لقيت هذه الأبحاث والمشاريع اهتماما ملحوظا ومتزايدا من الباحثين المتخصصين في الحقل الفكري.

## إصدارات المؤسسة
تصدر عن المؤسسة مجلتان فصليتان هما:

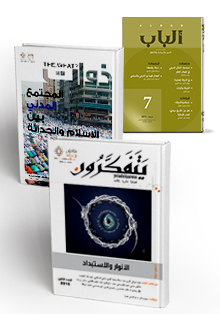
إصدارات المؤسسة

مجلة يتفكرون؛ وهي مجلة فكرية ثقافية، تعنى بشؤون الفكر والإبداع، صدر منها ثلاثة عشر عددا، وتسعى في مضمونها إلى ترسيخ قيم الحوار والانفتاح، ونبذ التعصب والانغلاق.
مجلة ألباب؛ وهي مجلة محكمة، صدر منها ثلاثة عشر عددا، وتعنى في مضمونها بقضايا الدين والسياسة والأخلاق ومجالات التقاطع والاشتباك بين هذه المجالات.
مجلة تأويليات؛ وهي مجلة فصلية علمية محكمة، صدر منها عددان، تعنى بالتأويليات النظرية والتطبيقية والمناهج.
كما تصدر عن المؤسسة مجلة ذوات، وهي مجلة ثقافية إلكترونية، صدر منها ثمانية ووخمسين عددا، وتعنى في ملفاتها الرئيسة بقضايا الثقافة والفكر والدين في العالم العربي.

## العاملون في المؤسسة
من طاقم عمل المؤسسة:
- محمد العاني،  سوريا، المدير العام للمؤسسة.
- كنزة أولهبوب،  المغرب، المديرة الإدارية في المؤسسة بالمغرب.
- بسام الجمل،  تونس، يشرف على قسم الدراسات الدينية في المؤسسة.
- أنس الطريقي،  تونس، مساعد رئيس قسم الدراسات الدينية في المؤسسة.
- الطيب بوعزة،  المغرب، يشرف على التحكيم العلمي لبحوث قسم الدراسات الفلسفية والعلوم الاجتماعية.
- نادر الحمامي،  تونس، يشرف على تنسيق الدراسات التي تعتمدها المؤسسة في تونس.
- مولاي أحمد صابر،  المغرب، يشرف على تنسيق الدراسات التي تعتمدها المؤسسة في المغرب، وعلى عقد الندوات العلمية، وعلى شؤون الاتفاقيات البحثية مع مراكز الدراسات ووحدات البحث في الجامعات المغربية.
- حسن العمراني،  المغرب، يشرف على رئاسة تحرير مجلة يتفكرون التي تصدرها المؤسسة.

## حادثة يونس قنديل
في 16 تشرين الأول 2018م، أعلنت مؤسسة «مؤمنون بلا حدود»، أنها جمدت عضوية أمينها العام يونس قنديل، على خلفية اختلاقه حادثة اختطافه وتعرضه للتعذيب، وكان يونس قنديل قد اختفى قبل ذلك ثم ظهر وادّعى أنّه تعرّض لاختطاف وتعذيب، ولمّا بدأت الشرطة الأردنية بالتحقيق تبيّن لها أنّ حادثة اختطافه وتعذيبه مختلقة، وقد يعاقب عليها بالسجن من 3 سنوات حتى 20 سنة.

## وصلات خارجية
- الموقع الرسمي لمؤسسة مؤمنون بلا حدود
- الموقع الرسمي لدار النشر مؤمنون بلا حدود
- مؤمنون بلا حدود على تويتر.
- مؤسسة «مؤمنون بلا حدود»  على يوتيوب.
- اختتام ورشة مؤمنون بلا حدود حول أسئلة المرجعية والمنهجية في الفكر الإسلامي